# Boon
Boon (též Af-Boon) je téměř vymřelý kušitský jazyk. Mluví se jím v distriktu Jilib, region střední Jubba v Somálsku. Jazykem mluví asi 59 lidí (údaj z roku 2000) a všem mluvčím je nad 60 let. Bývalí mluvčí tohoto jazyka začali mluvit jazykem Maay.
V ISO 639-3 má jazyk kód bnl.